# Mastighapha
Mastighapha är ett släkte av insekter. Mastighapha ingår i familjen vårtbitare.
Kladogram enligt Catalogue of Life:
| Mastighapha | \| \| Mastighapha crassicornis \| \| \| \| \| \| Mastighapha elongata \| \| \| \| |
|             | \| \| Mastighapha crassicornis \| \| \| \| \| \| Mastighapha elongata \| \| \| \| |
|             | Mastighapha crassicornis                                                          |
|             |                                                                                   |
|             | Mastighapha elongata                                                              |
|             |                                                                                   |